# ایشتوان ایلکو
ایشتوان ایلکو (مجاری: István Ilku; ۶ مارس ۱۹۳۳ – ۱۷ آوریل ۲۰۰۵) بازیکن فوتبال اهل مجارستان بود.
وی همچنین در تیم ملی فوتبال مجارستان بازی کرده‌است.